# 金子茂
金子 茂（かねこ しげる、1967年11月23日 - ）は、日本テレビの社員。元アナウンサー。

## 経歴
1980年、武蔵中学校・高等学校入学。
1986年、東京大学法学部入学。大学時代は東京大学運動会ラグビー部に所属し、1991年3月卒業。
1991年4月、日本テレビ放送網に入社。同期には河村亮、笛吹雅子、藪本雅子。
アナウンサー時代は、主にスポーツアナウンサーとして、全日本プロレス中継やサッカー中継を担当。プロレス中継では若憎金子の愛称で親しまれ、福澤朗降板後のメイン実況を野口敦史と共に務めた。
1994年1月より『ルックルックこんにちは』の新聞コーナーを2年2カ月間担当した後、1996年度より『NNNニュースダッシュ』土曜日のメインキャスターに就任。6か月後の10月には『ジパングあさ6』のスポーツコーナーと兼務。両番組を2年間担当。1998年度より『NNNニュースプラス1』のスポーツキャスターに就任。12か月間担当した後、1999年1月度より8年半在籍したアナウンス部を離れ、報道局に異動。2002年9月から前任の小栗泉キャスターの後任として『NNNニュースダッシュ』の平日メインキャスターに就任。同年10月『デイリープラネット金曜発言中』の司会も兼務(こちらは5年半担当)。この間延友陽子、古市幸子、山下美穂子、舟橋明恵とそれぞれコンビを組んだ。2006年度からは 平日昼ニュースに加えて、前任の真山勇一アナウンサーに代わって『午後は○○おもいッきりテレビ 情報特急便』キャスター、『ザ・ワイド NEWS撮って出し』キャスターをそれぞれ兼務。2007年9月末を以て『NNNニュースダッシュ』『午後は○○おもいッきりテレビ』『ザ・ワイド』3番組のキャスターを退任。
同年10月からは 報道局政治部記者として、首相官邸を中心に取材、レポートを担当。5年半在籍した。2013年9月30日より『深層NEWS』チーフ兼統括プロデューサーに就任。2015年6月1日付でマルチニュース制作部担当部次長兼務。2016年6月1日付でマルチニュース制作部担当部長兼チーフプロデューサー兼統括プロデューサー。2017年6月1日付で社長室広報部長、日本テレビホールディングス経営戦略局広報部長。2019年6月1日付で日本テレビ 総務局総務部長に就任。

## 担当番組
報道・情報番組
| 期間          | 期間          | 番組名                                           | 役職                           |
| ------------- | ------------- | ------------------------------------------------ | ------------------------------ |
| 1994年1月4日  | 1996年3月29日 | ルックルックこんにちは                           | 新聞コーナー担当               |
| 1996年4月6日  | 1998年3月28日 | NNNニュースダッシュ【土曜日】                    | メインキャスター               |
| 1996年10月    | 1998年3月     | ジパングあさ6                                    | スポーツコーナー担当           |
| 1998年3月30日 | 1998年4月10日 | NNNニュースプラス1【平日版】スポーツコーナー担当 | スポーツコーナー担当           |
| 2002年9月30日 | 2007年9月28日 | NNNニュースダッシュ【平日】                      | メインキャスター               |
| 2002年10月    | 2007年8月24日 | デイリープラネット金曜発言中                     | 司会                           |
| 2006年4月3日  | 2007年9月28日 | 午後は○○おもいッきりテレビ                       | 『情報特急便』キャスター       |
| 2006年4月3日  | 2007年9月28日 | ザ・ワイド                                       | 『NEWS撮って出し』キャスター   |
| 2013年9月30日 | 2017年5月31日 | 深層NEWS（BS日テレ）                             | チーフ兼統括プロデューサー担当 |

バラエティ・スポーツ番組・その他
- 全日本プロレス中継
- あなたと日テレ (1998.4 - 1999.6)
- スーパージョッキー

## 出演

### ゲーム
- GIANT GRAM 全日本プロレス2 in 日本武道館（ドリームキャスト用ソフト、セガ、1999年6月24日発売） - 実況